# Jawa (przedsiębiorstwo)

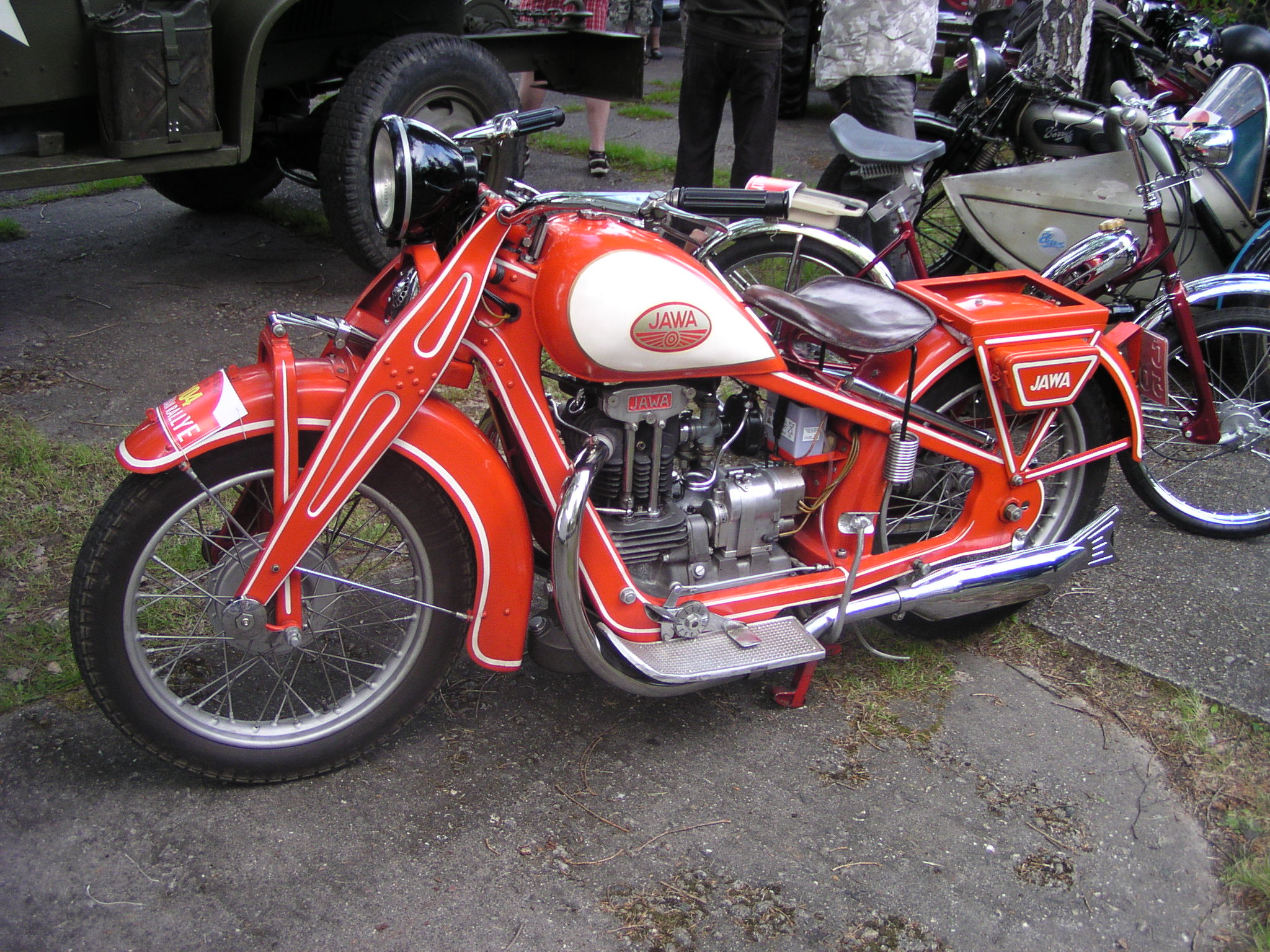
Jawa 500 OHV z 1929 roku

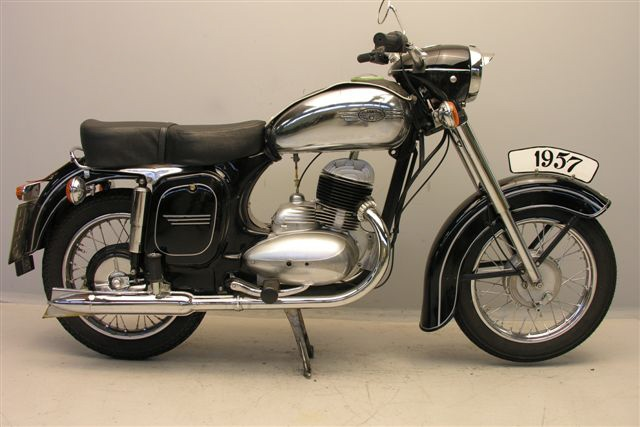
Jawa 250 typ 353 Kývačka z 1958 roku

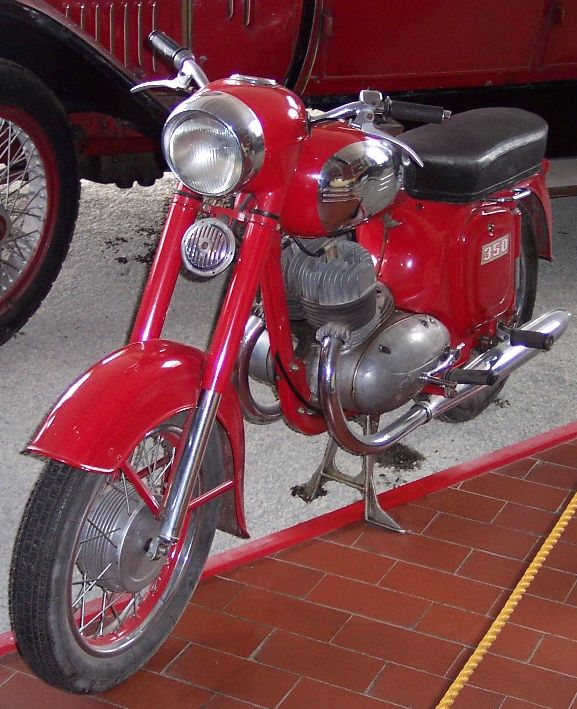
Jawa 350 typ 354/03 (1954–1964)

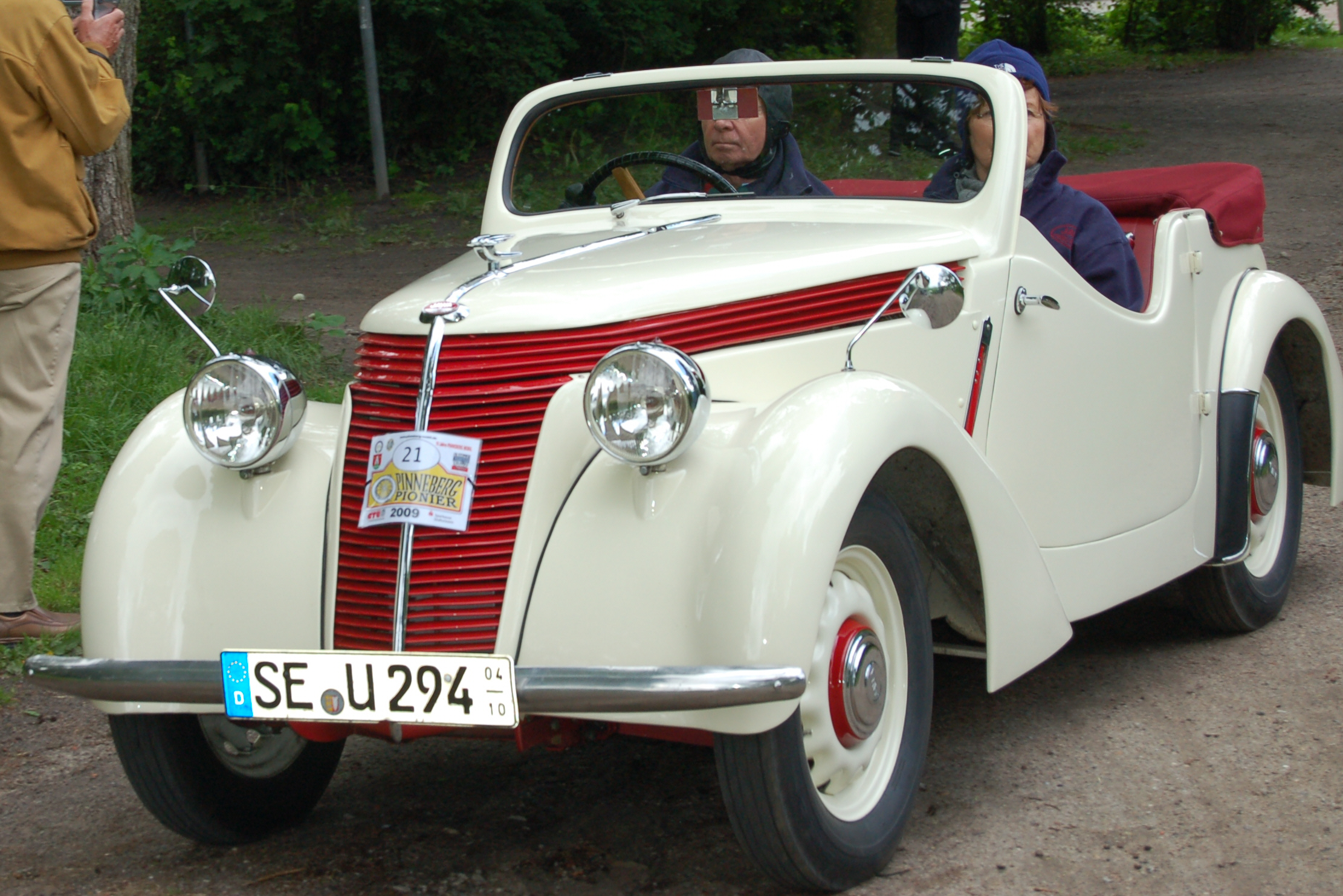
Jawa Minor (1938) – jeden z kilku produkowanych w przeszłości samochodów firmy

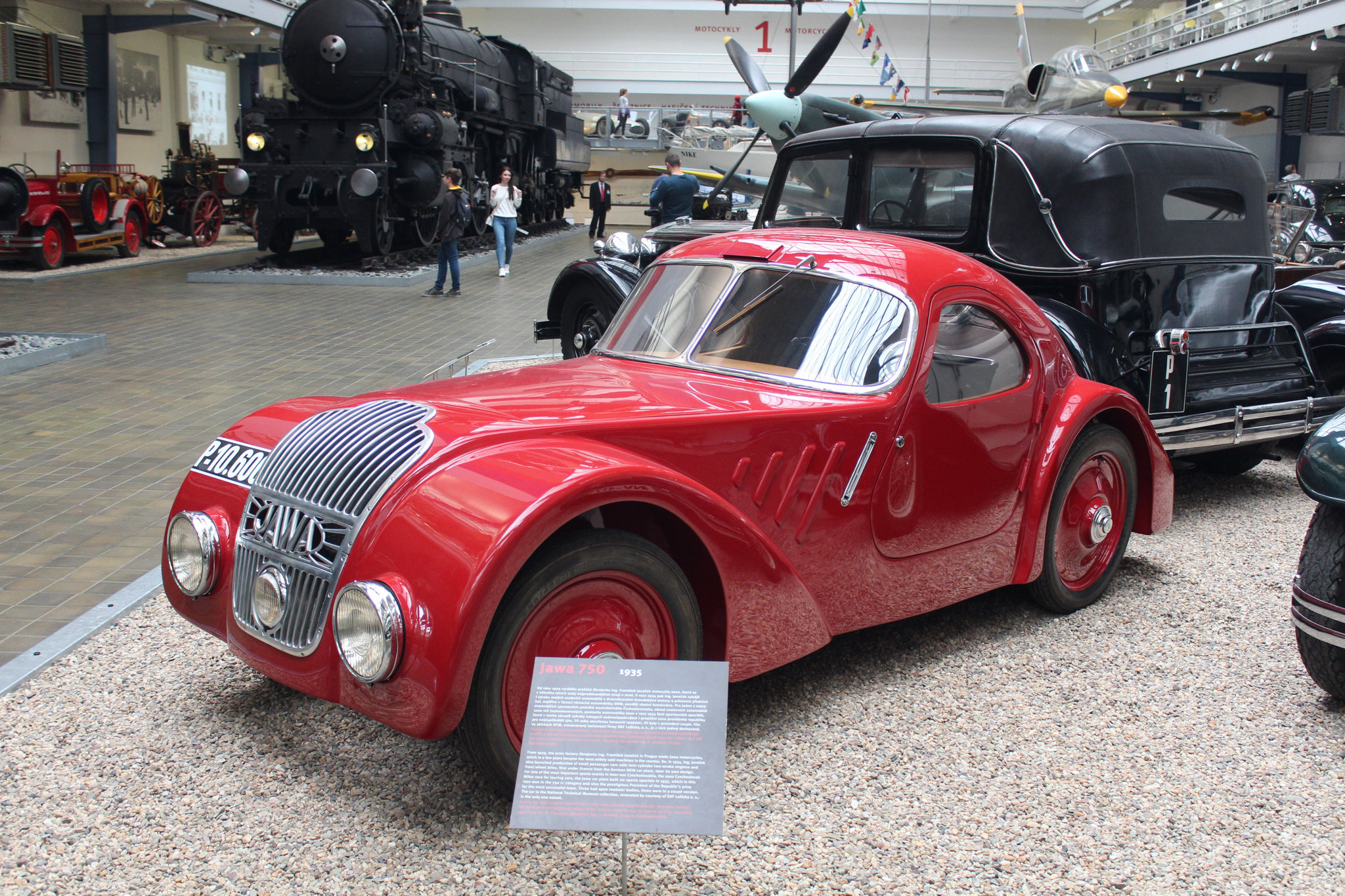
Jawa 750 z 1935 roku

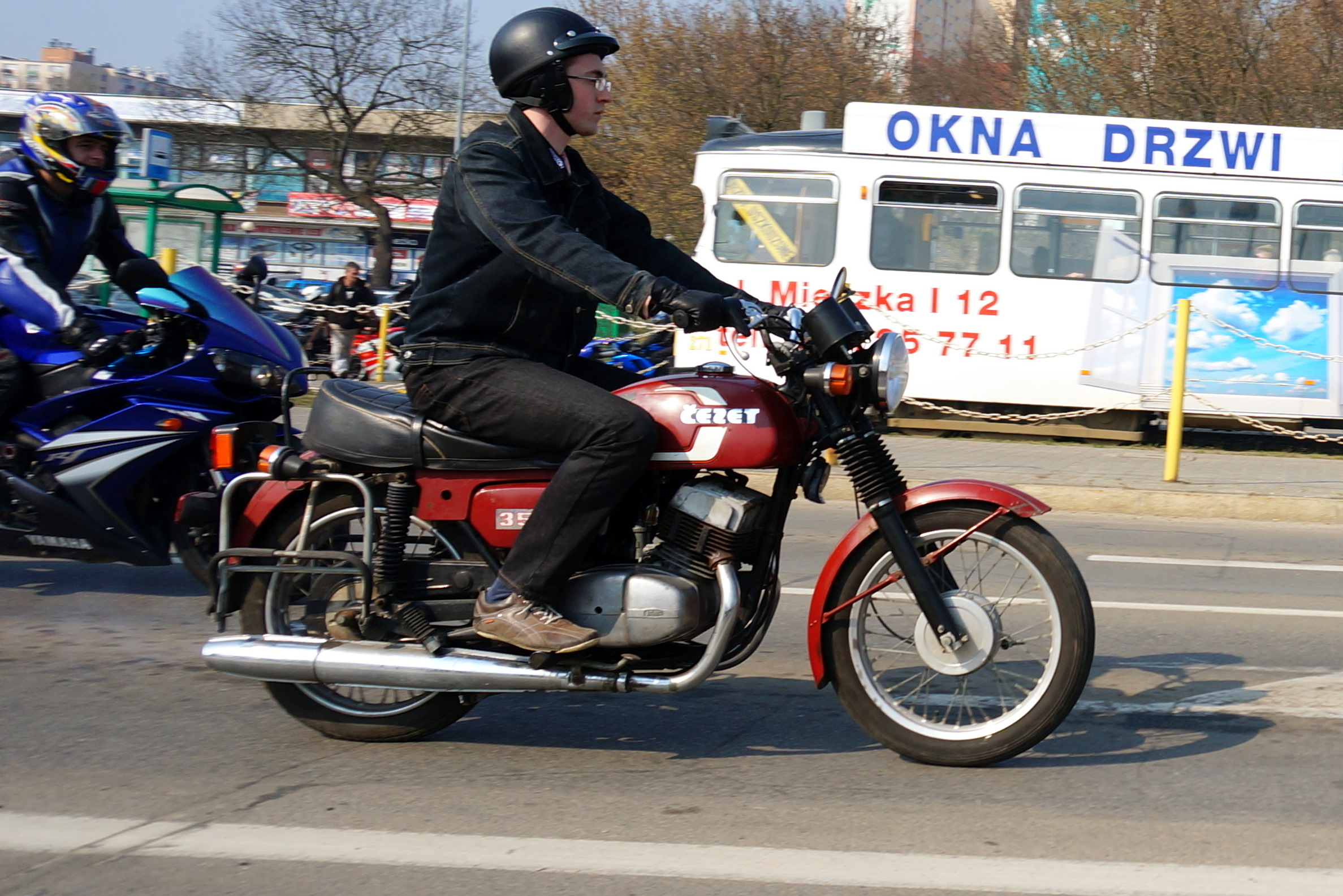
Jawa Čezet 350 (ČZ 350 typ 472) z lat 80 XX w.

Jawa – czeski, dawniej czechosłowacki, producent motocykli, motorowerów i samochodów.
Założycielem i właścicielem przedsiębiorstwa był František Janeček – czeski konstruktor broni i biznesmen.
Przedsiębiorstwo produkowało w latach 20. XX w. uzbrojenie, m.in. granaty ręczne i karabiny. Gdy pod koniec lat 20. sprzedaż uzbrojenia spadła, Janeček zdecydował się na rozpoczęcie produkcji motocykli. Nie mając w tym kierunku doświadczenia postanowił kupić licencję. W tym samym czasie niemiecka firma Wanderer, produkująca samochody i motocykle postanowiła zakończyć produkcję motocykli i skoncentrować się na produkcji samochodów.
Firma zaoferowała odsprzedanie licencji oraz oprzyrządowania, kompletnych podzespołów i niedokończonych części.
Janeček zakupił licencję i oprzyrządowanie do produkcji motocykla Wanderer 500 OHV pod własną nazwą JAWA, która powstała od pierwszych liter Janeček i Wanderer.
Nazwa JAWA została zarejestrowana w sierpniu 1929 r., a w październiku tego samego roku zaprezentowano na wystawie motoryzacyjnej w Pradze pierwszy wyprodukowany motocykl JAWA 500 OHV z czterosuwowym silnikiem o pojemności 500 cm³. Motocykl zmodernizowano w stosunku do licencyjnego wzoru. Produkcja tego motocykla skończyła się w 1931 r.
W latach 30. XX wieku przedsiębiorstwo produkowało oprócz motocykli także samochody.
Przebojem wśród motocykli okazał się model z dwusuwowym silnikiem Villiersa o pojemności 175 cm³, który w latach Wielkiego kryzysu stanowił tani i niezawodny pojazd. W 1933 JAWA była najpopularniejszą marką motocykli w Czechosłowacji.
Zakład Zbrojovka Ing. F. Janeček został upaństwowiony 28 października 1945 r., a na początku lat 50. JAWA stała się również nazwą zakładu.

## Produkowane modele
Lata 1929–1940:
Motocykle
- Jawa Robot 100ccm 1937–1940 (12000 sztuk)
- Jawa 175 Special 1932–1939 (29535 sztuk)
- Jawa 250 Special 1935–1940 (14000 sztuk)
- Jawa 250 Duplex Blok 1939 (1000 sztuk)
- Jawa 350 SV 1934–1935 (2004 sztuki)
- Jawa 350 OHV 1935–1940 (2700 sztuk)
- Jawa 500 OHV Kardan 1929–1931 (1016 sztuk)

Samochody
- Auto Minor 500 ccm 1937–1940 (2700 sztuk)
- Auto Minor 700 ccm 1933–1934 (1002 sztuki)

Po II wojnie światowej w 1946 r. Jawa wznowiła produkcję motocykli. Na samym początku oprócz nowego modelu – Jawa 250 typ 11 Perak – zmontowano w niewielkiej liczbie motocykle do których części przetrwały w magazynach: Jawa Robot 100 ccm, Jawa 175 Special, Jawa 250 Special, Jawa 250 Duplex Blok, Jawa 350 OHV oraz samochód Auto Minor 500 ccm.
Ogólnie w latach 1929–1940 oraz w 1946 r. fabryka wyprodukowała ponad 60 tys. pojazdów.
Wybrane motocykle i motorowery Jawa od 1946 r.:
- Jawa 250 Perak 1946–1954
- Jawa 350 Perak 1948–1956
- Jawa 500 OHC 1952–1958
- Jawa 350 354-03/04 1954–1964 – Kývačka
- Jawa 250 353-03/04 1954–1962 – Kývačka
- Jawa 550 1955–1958 – Pionýr
- Jawa 555 1958–1962 – Pionýr
- Jawa 551 1959–1962 – Jawetta
- Jawa 250 559-02/07 1962–1974 – Panelka
- Jawa 350 360 1964–1974 – Panelka
- Jawa 250 typ 590 Sport 1965–1970
- Jawa 350 typ 361 Sport 1965–1969
- Jawa 50 Mustang 1967–1982
- Jawa 50 typ 20, 21 1967–1982 – Pionýr
- Jawa 90 typ 30, 36 1968–1973 Trail (Cross)
- Jawa 90 typ 31, 37 1968–1973 – Roadster
- Jawa 250 Californian 1969
- Jawa 350 Californian 1969–1973
- Jawa 250 typ 592 1969–1974
- Jawa 250 UŘ typ 623–1/2 1970–1972 – Bizon
- Jawa 350 UŘ typ 633–1/2 1970–1972 – Bizon
- Jawa 350 typ 634.6 1972
- Jawa 500 typ 825 1984–1985 – Rotax
- Jawa 350 TS typ 638 1984
- Jawa 500 typ 826 1986–1990 – Rotax
- Jawa 350 typ 632 1988
- Jawa 350 typ 639 1990
- Jawa 350 typ 640 1991
- Jawa 250 typ 593 1994
- Jawa 50 typ 585 1995 – Mosquito
- Jawa 50 Dandy 1996
- Jawa 125 typ 112 Dandy – 1998
- Jawa 125 typ 810 Travel/Chopper – 1998
- Jawa 50 Dandy 1999 – Minarelli
- Jawa 100 typ 587 Robby 1999
- Jawa 50 typ 588.0 Robby 2001
- Jawa 125 typ 112 Sport 2003
- Jawa 125 typ 112 Dakar 2004–2011
- Jawa 650 typ 836.0/1/2/3 Classic/Bizon/Style/Dakar 2004 – 2008
- Jawa 250 typ 597.0 Travel 2008
- Jawa 660 Sportard 2011

Prototypy motocykli po 1946 r.:
- Jawa 250 typ 624 „Marčík” 1969
- Jawa 460 typ 630 1971
- Jawa 350 typ 637 1971
- Jawa 50 typ 238 Mistrál 1973
- Jawa 420 typ 821 Boxer OHC 1977
- Jawa 500 typ 824 Boxer OHC 1982
- Jawa 250 typ 593 Enduro Sport 1995

Poniższe motocykle były w produkowane przez ČZ (Česká Zbrojovka Strakonice) przy współpracy z firmą Jawa:
- Jawa-ČZ 125 typ 351, 355 1954–1960
- Jawa-ČZ 150 typ 352 1954–1956
- Jawa-ČZ 175 typ 450 1956–1962
- Jawa-ČZ 350 typ 472.5
- Java-CZ 365 typ 1.8 (wersja eksperymentalna)

W historii przedsiębiorstwa, produkowane przez nią motocykle wielokrotnie odnosiły sukcesy rajdowe.